# Atikhisar-Talsperre
Die Atikhisar-Talsperre (türkisch Atikhisar Barajı) befindet sich am Fluss Sarıçay in der Provinz Çanakkale im Nordwesten der Türkei.
Die 15 km südwestlich der Provinzhauptstadt Çanakkale gelegene Talsperre wurde in den Jahren 1971–1975 zum Zweck der Bewässerung, des Hochwasserschutzes und der Trinkwasserversorgung errichtet.
Das Absperrbauwerk ist ein 43 m (über Talsohle) hoher Erdschüttdamm.
Das Dammvolumen beträgt 1,99 Mio. m³. Der Stausee bedeckt eine Fläche von 3,3 km² und weist ein Speichervolumen von 40 Mio. m³ auf. Die Talsperre ist für die Bewässerung einer Fläche von 5200 ha ausgelegt. 
Die Fernstraße D210 (Çan–Çanakkale) verläuft unweit des östlichen Seeufers.